# Мананников, Владимир Николаевич
Владимир Николаевич Мананников (род. 13 апреля 1947, пос. Сосновец Беломорский район, Карело-Финская ССР, СССР) — российский политический деятель, народный депутат РСФСР (1990—1993), депутат Государственной Думы ФС РФ первого созыва (1993—1995).

## Биография
Образование — общее среднее, русский. После окончания школы работал токарем на заводе, прошёл срочную военную службу на Северном флоте. С 1969 по 1990 год работал на производственном объединении «Апатит» в городе Кировск Мурманской области рабочим, слесарем по контрольно-измерительным приборам центральной лаборатории ПО «Апатит». Был инициатором более 60 рационализаторских предложений, имеет авторское свидетельство об изобретении.
В 1990 году избран народным депутатом РСФСР по Кировскому одномандатному округу № 510. Был членом комитета Верховного Совета РФ по правам человека, председателем подкомитета по вопросам межреспубликанских отношений, региональной политике и сотрудничеству, членом Комиссии Президиума Верховного Совета Российской Федерации по вопросам гражданства, входил в группу «Север» фракции «Рабочий союз России», фракцию «Демократическая Россия», в «Коалицию реформ». В сентябре 1993 года был лишён мандата депутата за неявку на Чрезвычайный Съезд народных депутатов Российской Федерации. Член комиссии законодательных предположений при Президенте РФ в сентябре-декабре 1993 года..
В 1993 году избран депутатом Государственной думы Федерального Собрания Российской Федерации первого созыва от Мончегорского одномандатного избирательного округа № 115 Мурманской области при поддержке блока «Выбор России» (получил 14,08 % голосов). В Государственной думе был членом комитета по бюджету, налогам, банкам и финансам, входил во фракцию «Выбор России».
В марте 1994 года член инициативной группы по созданию партии Демократический выбор России (ДВР).

## Законотворческая деятельность
За время исполнения полномочий депутата Государственной думы I созыва выступил соавтором двух законодательных инициатив и поправок к проектам федеральных законов.
Женат, имеет сына и дочь.